# Лианозово (платформа)
Лиано́зово — остановочный пункт Савёловского направления Московской железной дороги в Москве, станция линии МЦД-1 «Белорусско-Савёловский» Московских центральных диаметров. Находится в одноимённом районе Москвы. Входит в состав ТПУ «Лианозово». Недалеко от платформы пролегает заброшенная железнодорожная ветка, ведущая в посёлок Северный, служившая для подвоза хлора на водопроводную станцию.

## Характеристика
Состоит из двух пассажирских платформ, выход на которые осуществляется через подземный вестибюль, в котором находится кассовый павильон.

## История
Платформа открыта в 1913 году.
В январе 2016 года началась работа по установке турникетов. К июню 2016 года павильоны с турникетами установлены, платформы обнесены решётками, часть выходов с платформ закрыты. Одновременно был ликвидирован пешеходный переход у северного торца платформ (в настоящее время функционирует только переход у южного торца).
С 2019 года входит в состав Московских центральных диаметров, линия МЦД-1.
7 сентября 2023 года рядом со станцией открыта станция метро «Лианозово». Одновременно с открытием станции метро была открыта и новая железнодорожная станция — московский городской вокзал «Лианозово» МЦД-1. Новые платформы перенесли на 350 метров на север, в сторону области, чтобы соединить их с выходом из станции метро. В рамках первого этапа реконструкции станции открыт северный подземный вестибюль, интегрированный со станцией метро и будущим подземным переходом через Лианозовский проезд. В рамках второго этапа велось строительство южного подземного вестибюля, который открыт 5 марта 2024 года. Также в 2024 году организован транспортно-пересадочный узел Лианозово. После открытия третьего и четвёртого железнодорожных путей МЦД-1 железнодорожные платформы станут островными.

## Движение поездов
Пассажирское сообщение осуществляется электропоездами. Имеется прямое сообщение на Белорусское направление. Самые дальние пункты беспересадочного сообщения в северном направлении: Савёлово, Дубна, в западном направлении: Бородино, Звенигород, Усово. Время движения от Савёловского вокзала составляет 18 минут.
С 30 марта поезда «Аэроэкспресс» будут останавливаться на станции Лианозово, входящей в состав первого маршрута Московских центральных диаметров (МЦД-1). Об этом сообщила пресс-служба перевозчика.

## Наземный общественный транспорт
На этой станции можно пересесть на следующие маршруты городского пассажирского транспорта:
- Автобусы: м44, е59, 114, 136, 149, 167, 284, 352, 477, 499, 559, 560, 563, 564, 571, 586, 587, 598, 677, 763, 928, 994, т36, т78

## Галерея
- Савёловская железная дорога в районе Лианозово
- Савёловская железная дорога в сторону Долгопрудного
- Павильон на платформе Лианозово (2007)
- Платформа Лианозово и вывеска с названием станции (2009)
- Подъездной железнодорожный путь к Северной водопроводной станции в Лианозово
- В 2009 году от платформы Лианозово начинался «Блошиный рынок»